# Карл I фон Лихтенщайн
Карл I фон Лихтенщайн (на немски: Karl I von Liechtenstein;(* 1569, вер. Фелдсберг; † 12 февруари 1627, Прага) е първият княз на Лихтенщайн през 1608 – 1627 г. и херцог на (Тропау-) Йегерндорф, Силезия, от 1623 до 1627 г. Той основава княжеския род Дом Лихтенщайн.

## Живот
Карл е благородник от Моравия, син на Хартман II фон Лихтенщайн (1544 – 1585) и съпругата му Анна Мария фон Ортенбург (1547 – 1601), внучка на имперския граф Улрих II фон Ортенбург.
През 1592 г. Карл е служител (Kämmerer) на ерцхерцог Матиас фон Хабсбург. През 1599 г. той става католик, главен съдия на Моравия. От 1600 г. е главен дворцов майстор на император Рудолф II фон Хабсбург, във Виена, няколко пъти му дава кредити и става ръководител на Тайния съвет до 1607 г. От 1604 г. е хауптман в Моравия и през 1608 г. е издигнат на княз.
През 1613 г. той купува Херцогство Тропау в Силезия. През 1622 г. става щатхалтер и вицекрал на Бохемия, през 1623 г. получава Херцогство Йегерндорф в Силезия. Карл получава пръв от фамилията си ордена на Златното руно. От 1620 до 1627 г., в началото на Тридесетгодишната война, той живее в палат Лихтенщайн в Прага.
Още през 1606 г. Карл пише завещанието си и определя най-големия си син за свой наследник, а на братята му трябва да се плати. Неговият наследник е Карл Евсебий.

## Фамилия
Карл се жени през 1592 г. за Анна Мария баронеса фон Босковиц Черна-Гора (* 1569, † 6 юни 1625). Те имат децата:
- Хайнрих (умира млад, след 1612)
- Анна Мария (1597 – 1638), ∞ 1618 княз Максимилиан фон Дитрихщайн (1596 – 1655)
- Франциска Барбара (1604 – 1655), ∞ Вернер Венцел de T'Serclaes Tilly (1599 – 1653)
- Карл Евсебий (1611 – 1684), ∞ 1644 Йохана Беатрис фон Дитрихщайн-Николсбург († 1676)